# Hideo Fujimoto
Hideo Fujimoto (n. 24 iunie 1944, Prefectura Tokushima, Japonia) este un luptător ce a reprezentat Japonia, medaliat olimpic. A participat la 2 ediții ale Jocurilor Olimpice (1968, 1972) în care a câștigat o medalie de argint.